# Briševo (Poličnik)
Pour les articles homonymes, voir Briševo.
Briševo est un village de la municipalité de Poličnik (Comitat de Zadar) en Croatie. Au recensement de 2011, le village comptait 657 habitants.